# Joan d'Alòs i Serradora
Joan d'Alòs i Serradora (Moià, 1617 - Barcelona, 1695) fou un metge del segle xvii. Era protometge del principat de Catalunya i també dels Comtats de Rosselló i Cerdanya. Des de l'any 1664 era catedràtic de Prima de Medicina, ensenyant medicina, anatomia humana, aforismes i farmàcia. El 1686 va publicar una farmacopea catalana per tal d'homologar a tot el territori les descripcions de les receptes i proporcions dels seus ingredients, que esdevingué obligatòria pels col·legis d'apotecaris de Catalunya.

## Biografia
Joan d'Alòs i Serradora nasqué a la vila de Moià el dia 16 d'abril de 1617, fill de Jaume d'Alòs –també metge a Moià- i de Joana Serradora. La casa moianesa dels Alòs estava situada al raval de Dalt, prop de l'Església de Sant Josep. Es casà a la catedral de Barcelona el 18 de juliol de 1657 amb Marianna de Ferrer, batejada a Sant Joan de les Abadesses el 1636. El matrimoni va tenir onze fills, sis noies i cinc nois, entre els quals Josep d'Alòs i Ferrer.
Fou ciutadà honrat de Barcelona, diputat del General de Catalunya i conseller de la Generalitat. Desenvolupà importants activitats de responsabilitat dins el Consell de Cent, la Diputació i pel virrei de Catalunya.
Ostentà diverses càtedres a la universitat, entre elles la de Prima de medicina des de l'any 1664, la regenta de medicina, anatomia, aforismes i farmàcia. Fou rector de la Universitat de l'Estudi General entre l'1 d'agost de 1630 i el 31 de juliol de 1632. La seva farmacopea fou de caràcter obligatòria pels col·legis i associacions d'apotecaris de Catalunya amb l'objectiu d'evitar disparitats entre professionals en la descripció i proporció dels ingredients.

## Obra
L'obra escrita de Joan d'Alòs, redactada entre 1664 i 1694, s'emmarca en un moment de canvi i renovació, la substitució de la ideologia mèdica imperant, el galenisme, per la medicina moderna, basada en l'experimentació. Alòs, va ser un eclèctic que va combinar les aportacions modernes amb les de base més tradicional, va ser un galenista convençut, però moderat.
Segons López Piñero, la principal obra d'Alòs és De corde hominis (1694) “que contituye el estudio de mayor importancia que en la España del siglo XVII se dedicó al aparato cardiovascular”: en primer lloc, sobre l'anatomia del cor, exposada amb una orientació clarament moderna, desmentint l'opinió dels antics en problemes com la naturalesa de les fibres cardíaques i la unió dels vasos al cor fetal, en segon lloc, sobre la part fisiològica, incorporant la doctrina circulatòria, demostrant que la pulsació depèn exclusivament de l'impuls que la contracció cardíaca comunica a la sang, en tercer lloc, en la part terapèutica i patològica, l'obra aporta informació sobre dues novetats terapèutiques del moment, l'administració intravenosa de medicaments i la transfusió sanguínia, i per acabar, sobre l'anatomia patològica cardiovascular, amb la recopilació sistematitzada de prop d'un centenar de protocols d'autòpsia referents a lesions anatòmiques del cor i dels vasos.

## Publicacions
- Alòs Serradora, Joan. De corde hominis disqvisitio physiologico-anatomica. Barcinone: ex typog. Antonij Ferrer & Balthasaris Ferrer bibliopolarum, per Iacobum Gascon, 1694.[5] Disponible a: Catàleg de les biblioteques de la UB.
- Alòs Serradora, Joan. Disquisició fisiològico-anatòmica sobre el cor humà. Barcelona: Uriach, 1994. Disponible a: Catàleg de les biblioteques de la UB.
- Alòs Serradora, Joan. In stateram iatricam D. Michaelis Vilar ... criticvm apologema : in quo vlterius demonstratur pondera panis ad formandos theriacales pastillos, exclusivè et proportione ad pondus viperinarum carnium accipienda esse, ex Galeni mente Lib. I de Antid. capit. 8 / avctore Ioanne Alos .... Barcinone : ex typographia Mathevat, 1665. Disponible a: Catàleg de les biblioteques de la UB.
- Alòs Serradora, Joan. Pharmaco-medica dissertatio de vipereis trochiscis ad magnam senioris Andromachi theriacam ritè cum pane parandis per quartam iuxta mentem Galeni Lib. I de antidotis Cap. 8. Barcinone: ex praelo Martini Ialabert, 1664.[6] Disponible a: Catàleg de les biblioteques de la UB.
- Alòs Serradora, Joan. Pharmacopea [sic] cathalana, sive, Antidotarum Barcinonense.[7] Barcelona : Cátedra de Historia de la Farmacia y Legislación Farmacéutica. Universidad de Barcelona, 1975. Disponible a: Catàleg de les biblioteques de la UB.
- Alòs Serradora, Joan. Pharmacopoea Cathalana, siue Antidotarivm Barcinonense restitvtvm et reformatum : medicis, medicinae stvdiosis, chirurgis & pharmacopolis perquam utile & necessarium / cvra et opera D. Ioannis Alos. Barcinone : ex typographia Antonij Ferrer & Balthasari Ferrer, 1686. Disponible a: Catàleg de les biblioteques de la UB.